# Terron-sur-Aisne
Terron-sur-Aisne é uma ex-comuna francesa na região administrativa de Grande Leste, no departamento das Ardenas. Estendeu-se por uma área de 6,5 km². Em 2010 a comuna tinha 116 habitantes (densidade: 17,8 hab./km²). Em 1 de junho de 2016 foi fundida com a comuna de Vouziers.